# Rødtoppet fuglekonge
Den rødtoppede fuglekonge (Regulus ignicapilla) er en fugl, der findes i Europa og det nordligste Afrika. Den minder om fuglekongen, men er lidt større og foretrækker skov, der både består af løvtræer og nåletræer. Arten kendes på sin hvide øjenstribe og sorte øjenbryn. Den måler cirka 9 centimeter fra næbspids til halespids.

## Stemme
Stemmen ligger i et højt toneleje, nær den menneskelige høregrænse. Til forskel fra fuglekongen er sangen uden rytmisk, mejseagtige tonespring, men indeholder en hurtig tonerække.

## Dansk ynglefugl
Den rødtoppede fuglekonge yngler i det sydlige Danmark, især i Sønderjylland. I 2000 blev bestanden anslået til 15-50 par. De fleste danske ynglefugle er trækfugle.

## Føde
Arten lever udelukkende af animalsk føde, især små leddyr og spindlere. Den rødtoppede fuglekonge tager lidt større bytte end fuglekongen.